# Rosamaría Roffiel
Rosamaría Roffiel, née le 30 août 1945, est une poétesse, romancière, journaliste et rédactrice mexicaine. Sa première œuvre littéraire, Amora (1989), est considérée comme le premier roman lesbien-féministe publié au Mexique. Elle est également l'autrice de recueils de poésie faisant référence à l'amour lesbien, comme Corramos libres ahora (1986).

## Biographie
Rosamaría Roffiel est née à Veracruz le 30 août 1945. À l'âge de 20 ans, elle déménage à Mexico.

## Carrière littéraire
Autodidacte en journalisme, elle commence sa carrière professionnelle au journal Excélsior, où elle travaille pendant plus de 10 ans, puis écrit pour le magazine d'analyse politique Proceso . En 1976, elle est l'une des fondatrices du premier groupe de soutien aux femmes victimes d'agressions sexuelles au Mexique, l'association Centro de Apoyo para Mujeres Violadas AC (CAMVAC). En 1979, après la victoire de Daniel Ortega au Nicaragua, elle quitte le Mexique pour coordonner pendant trois ans la publication sandiniste El Trabajador. En 1980, elle retourne au Mexique. Dès 1982, elle commence à contribuer à fem., le premier magazine féministe d'Amérique latine.
En 1986, elle quitte le journalisme pour travailler comme coordinatrice de production sur des films étrangers. La même année, elle publie Corramos libres ahora, un recueil de poèmes sur des thèmes lesbiens. Elle poursuit ce travail en publiant ! Ay Nicaragua, Nicaragüita !, une série de témoignages sur son passage dans ce pays. En septembre 1989, elle publie Amora, une œuvre littéraire qui est reconnue comme le premier roman lesbien-féministe jamais publié au Mexique. Dans une interview, Rosamaría Roffiel a rappelé qu'elle avait commencé à l'écrire en 1982.

« Comme exercice cathartique pour me libérer d'une relation amoureuse qui s'était douloureusement terminée, j'ai abandonné le manuscrit pendant cinq ans. Je l'ai repris en 1988 et je l'ai terminé en moins d'un an. C'est le premier roman qui a été publié au Mexique (il en existe maintenant un autre, "Dos Mujeres", de Sara Levi Calderón). Amora est mon humble contribution à la visibilité des féministes et des lesbiennes dans l'histoire de mon pays. »

## Amora
Narré à la première personne, Amora est un roman qui se déroule à Mexico et raconte, de manière simple, les difficultés rencontrées par les femmes dans un environnement machiste. C'est une histoire basée sur les expériences de l'autrice, avec quelques éléments fictifs, mettant en évidence les relations entre un groupe de femmes vivant sous un même toit. Le roman décrit comment la sexualité se découvre à travers la vie en communauté, et comment les femmes peuvent évoluer dans un système patriarcal qui les opprime,. Le style et l'influence de l'œuvre de Rosamaría Roffiel sont comparés à ceux de Guadalupe Loaeza et de Rosario Castellanos.

## Reconnaissances
En juin 2019, dans le cadre des célébrations du Mois de la fierté LGBT, Rosamaría Roffiel fait l'objet d'un hommage en tant que l'une des "protagonistes de la littérature mexicaine" au palais des beaux-arts de Mexico.

## Publications sélectionnées
- Irán, la religión en la revolución (1981), Editorial Posada, avec José Reveles et Julio Scherer García
- ¡Ay Nicaragua, Nicaragüita ! (1986), Éditorial Claves Latinoamericana, Mexique,  (ISBN 9789688430392)
- Corramos libres maintenant (1986, 1994, 2007)
- Amora (1989) Planète (ISBN 9789684061972), (1997) Editorial HORASyhoras (Espagne), (1999, 2009) Raya en el Agua, Mexique
- El para siempre dura una noche (1999), Editorial Sentido Contrario, Mexique,  (ISBN 9789686565706)
- En el fondo del mar no sólo hay peces (2010), Instituto Nacional de Antropología e Historia